# أوليسيس سوليس
أوليسيس سوليس (بالإسبانية: Ulises Solís)‏ مواليد 28 أغسطس 1981 في غوادالاخارا، هو ملاكم مكسيكي يصنف ضمن فئة وزن الذبابة. حقق بطولة الاتحاد الدولي للملاكمة.

## إحصائيات
خاض خلال مسيرته 41 نزالا، فاز في 35 وتعادل في 3 وخسر في 3. فاز بالضربة القاضية في 22 نزالا.

## روابط خارجية
- أوليسيس سوليس على موقع بوكس ريك (الإنجليزية) (registration required)